# Războaiele Iugoslave
Pentru războaiele din Balcani din 1912-1913, vezi Războaiele balcanice
Războaiele Iugoslave au fost o serie de conflicte violente desfășurate pe teritoriul fostei Republicii Socialiste Federative a Iugoslaviei (RSFI), care a avut loc între 1991 și 2001. Războaiele iugoslave pot fi considerate două serii de războaie succesive care au afectat toate cele șase foste republici iugoslave. Acestea au fost descrise ca fiind conflicte între cetățenii din fosta Iugoslavie din motive religioase, etnice, economice și politice, mai ales dintre sârbii pe de o parte și croații, bosniacii și albanezii pe de altă; de asemenea și dintre bosniacii și croații din Bosnia și Herțegovina și macedonenii și albanezii din Macedonia.
Începând din 1990, Iugoslavia se afla la limita destrămării. Aflată în mijlocul dificultăților economice, guvernul federativ se confrunta cu revendicări ale diferitelor grupuri etnice. La ultima ședință a Partidului Comunist din Belgrad în 1991, adunarea a votat pentru oprirea sistemului de partid unic, precum și a reformei economice, care îndemna delegațiile slovenă și croată să părăsească partidul și încetarea activității acestuia, un eveniment simbolic care a reprezentat sfârșitul „frăției și unității”. În același an slovenii și croații deja își proclamă independența, provocând represalii împotriva separării din partea Armatei Populare Iugoslave.
În cele din urmă războaiele s-au încheiat cu noi state independente pe harta Europei, dar și o mare parte a Iugoslaviei rămasă săracă și masive dezagregări economice. Adesea descrise ca fiind cele mai mortale conflicte din Europa, după Al Doilea Război Mondial, acestea au fost caracterizate de masive crime de război și purificări etnice. Au fost primele conflicte după Al Doilea Război Mondial considerate oficial genociduri iar multe dintre persoanele cheie participante au fost ulterior acuzate de crime de război. Tribunalul Penal Internațional pentru fosta Iugoslavie (TPI) a fost înființat de ONU
pentru a judeca acest crime.
Războaiele iugoslave pot fi împărțite în două grupuri din diferite conflicte distincte:
- Războaiele din perioada destrămării Republicii Socialiste Federative Iugoslavia:

1. Războiul din Slovenia (1991)
2. Războiul Croat de Independență (1991-1995)
3. Războiul Bosniac (1992-1995)
- Bombardarea NATO în Bosnia și Herțegovina (1995)

- Războaiele din zonele populate de albanezi:

1. Războiul din Kosovo (1998 - 1999)
- Bombardarea NATO în R.F. Iugoslavia (1999)

2. Conflictul din Sudul Serbiei (2000-2001)
3. Conflictul din Macedonia (2001)

## Terminologie
Alternativ, războaiele au fost numite:
- „Războiul din Balcani”: un termen destul de incorect, din moment ce războiul a afectat numai Balcanii de Vest
- „Războiul din fosta Iugoslavie”
- „Războaiele de secesiune/succesiune iugoslave”
- „Al treilea război balcanic”: un termen de scurtă durată inventat de jurnalistul britanic Misha Glenny făcând aluzie la cele două Războaie balcanice anterioare 1912–1913[6]
- „Războiul de Zece Ani”: un termen inventat de cărturarul italian Alessandro Marzo Magno pentru a înconjura toată perioada din 1991-2001.[7]